# Blessings (The Kid Laroi)
Blessings è un singolo del rapper australiano The Kid Laroi pubblicato il 21 agosto 2019.

## Descrizione
Blessings è il primo singolo ufficiale dell'artista.

## Tracce
1. Blessings – 2:41